# Mohamed Brahimi
Mohamed Amine Brahimi (Saint-Étienne, 17 settembre 1998) è un calciatore francese, attaccante del Fakel Voronež.

## Carriera
L'8 gennaio 2022 viene acquistato a titolo definitivo dalla squadra bulgara del Botev Plovdiv.

## Statistiche

### Presenze e reti nei club
Statistiche aggiornate al 21 luglio 2022.
| Stagione        | Squadra           | Campionato      | Campionato | Campionato | Coppe nazionali | Coppe nazionali | Coppe nazionali | Coppe continentali | Coppe continentali | Coppe continentali | Altre coppe | Altre coppe | Altre coppe | Totale | Totale |
| Stagione        | Squadra           | Comp            | Pres       | Reti       | Comp            | Pres            | Reti            | Comp               | Pres               | Reti               | Comp        | Pres        | Reti        | Pres   | Reti   |
| --------------- | ----------------- | --------------- | ---------- | ---------- | --------------- | --------------- | --------------- | ------------------ | ------------------ | ------------------ | ----------- | ----------- | ----------- | ------ | ------ |
| 2018-2019       | Vaulx             | N3              | 13         | 2          |                 | -               | -               |                    | -                  | -                  |             | -           | -           | 13     | 2      |
| 2019-2020       | Vaulx             | N3              | 0          | 0          |                 | -               | -               |                    | -                  | -                  |             | -           | -           | 0      | 0      |
| lug.-ott. 2020  | Carsko Selo       | 1L              | 3          | 0          | CB              | -               | -               |                    | -                  | -                  |             | -           | -           | 3      | 0      |
| apr.-giu. 2021  | Neftohimik Burgas | 2L              | 8          | 5          | CB              | -               | -               |                    | -                  | -                  |             | -           | -           | 8      | 5      |
| 2021-gen. 2022  | Pirin Blagoevgrad | 1L              | 17         | 4          | CB              | 2               | 0               |                    | -                  | -                  |             | -           | -           | 19     | 4      |
| gen.-giu. 2022  | Botev Plovdiv     | 1L              | 7+5        | 0+2        | CB              | -               | -               |                    | -                  | -                  |             | -           | -           | 12     | 2      |
| 2022-2023       | Botev Plovdiv     | 1L              | 0          | 0          | CB              | 0               | 0               | UECL               | 1                  | 0                  |             | -           | -           | 1      | 0      |
| Totale carriera | Totale carriera   | Totale carriera | 53         | 13         |                 | 2               | 0               |                    | 1                  | 0                  |             | -           | -           | 56     | 13     |

## Palmarès

### Club

#### Competizioni nazionali
- Coppa di Bulgaria: 1

Botev Plovdiv: 2023-2024